# Violence Unimagined
Violence Unimagined è il quindicesimo album in studio del gruppo musicale statunitense Cannibal Corpse, pubblicato il 16 aprile 2021.

## Descrizione
Si tratta del primo album della band uscito dopo quasi quattro anni da Red Before Black (2017), il divario più lungo nella loro carriera, nonché il primo con il produttore Erik Rutan alla chitarra solista, in sostituzione di Pat O'Brien.

## Tracce
1. Murderous Rampage – 4:07 (testo: Paul Mazurkiewicz – musica: Rob Barrett)
2. Necrogenic Resurrection – 3:06 (Alex Webster)
3. Inhumane Harvest – 4:32 (Rob Barrett)
4. Condemnation Contagion – 4:17 (Erik Rutan)
5. Surround, Kill, Devour – 4:10 (Alex Webster)
6. Ritual Annihilation – 3:48 (Erik Rutan)
7. Follow the Blood – 4:39 (Rob Barrett)
8. Bound and Burned – 4:04 (Rob Barrett)
9. Slowly Sawn – 3:30 (Alex Webster)
10. Overtorture – 2:28 (Erik Rutan)
11. Cerements of the Flayed – 4:07 (testo: Paul Mazurkiewicz – musica: Alex Webster)

## Formazione
Gruppo
- George "Corpsegrinder" Fisher – voce
- Alex Webster – basso
- Paul Mazurkiewicz – batteria
- Rob Barrett – chitarra
- Erik Rutan – chitarra

Produzione
- Erik Rutan – produzione, ingegneria del suono, missaggio
- Art Paiz – assistenza tecnica
- Alan Douches – mastering
- Vince Locke – copertina

## Classifiche
| Classifica (2021)          | Posizione massima |
| -------------------------- | ----------------- |
| Australia                  | 28                |
| Belgio (Fiandre)           | 51                |
| Belgio (Vallonia)          | 101               |
| Germania                   | 6                 |
| Paesi Bassi                | 52                |
| Regno Unito                | 81                |
| Regno Unito (rock & metal) | 4                 |